# Place des femmes dans le secteur des transports

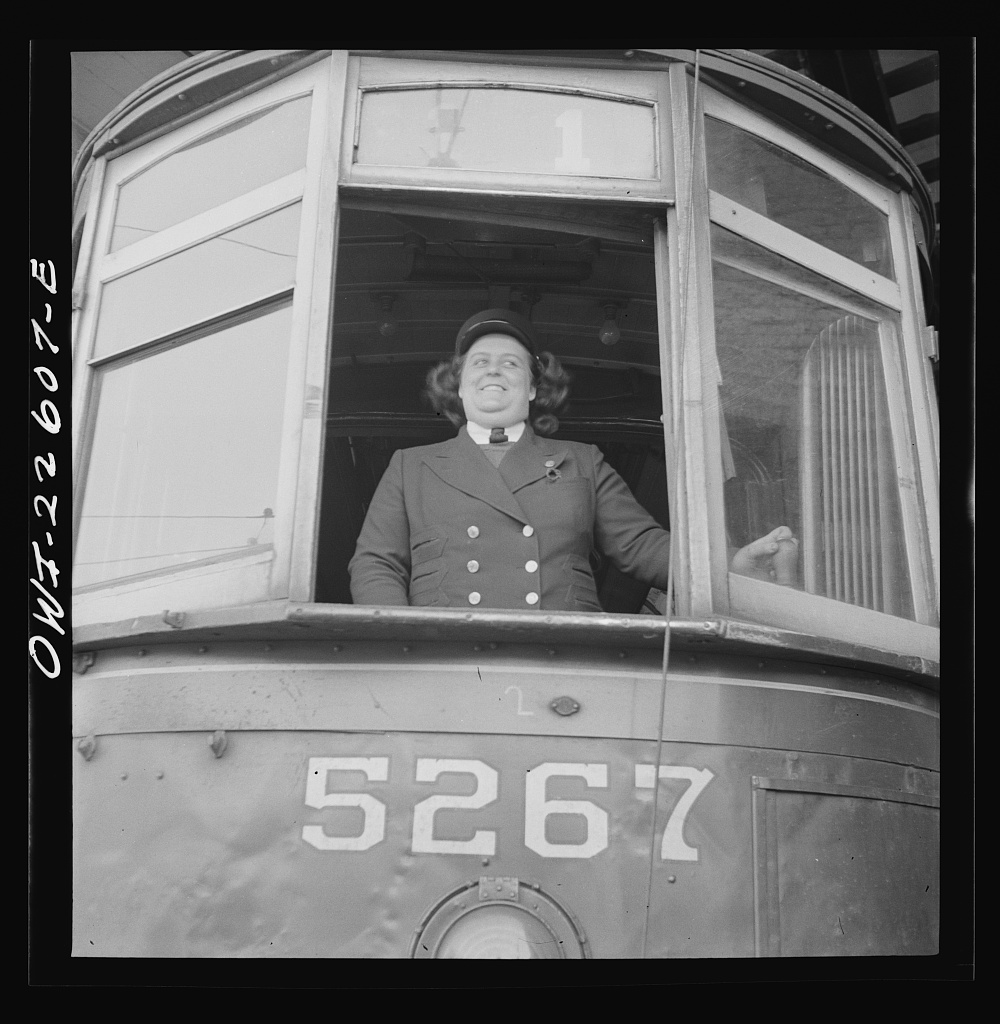
Conductrice à Baltimore en 1943.

Cet article traite de la place des femmes dans le secteur professionnel des transports. Le secteur est particulièrement masculin dans de nombreux pays, mais des dynamiques de féminisation existent, lesquelles se heurtent à plusieurs freins organisationnels et culturels.

## Situation par pays

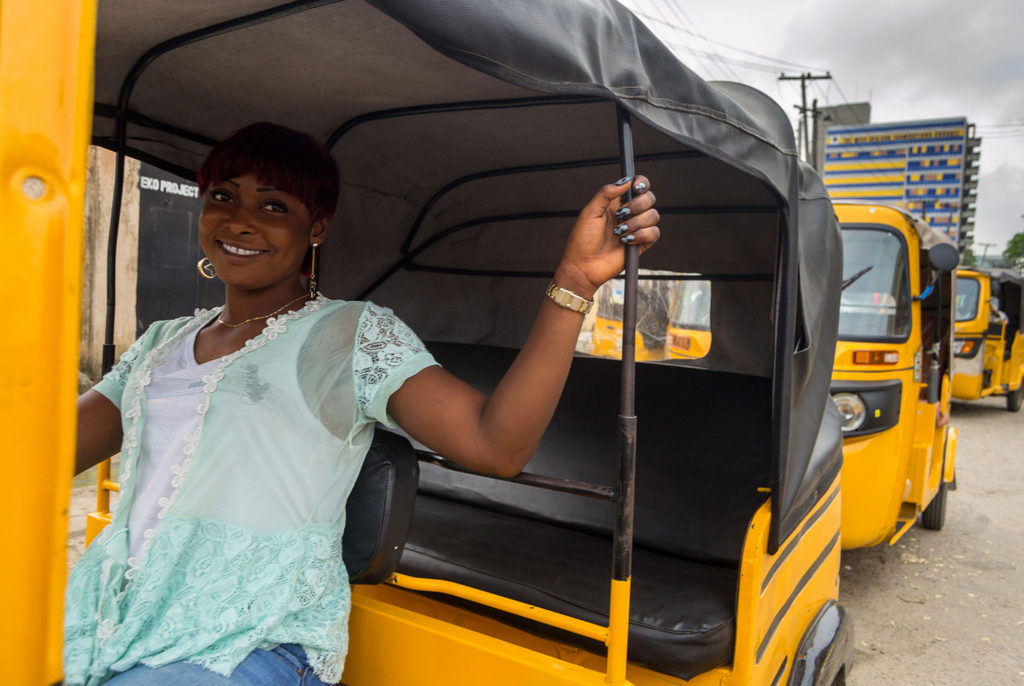
Conductrice de tricycle, probablement au Nigeria, en 2017.

### Amérique

#### Argentine
Il y a moins de 500 conductrices de camion parmi les 300 000 personnes qui exercent cette profession en Argentine, soit 0,001 % environ.

#### Autriche

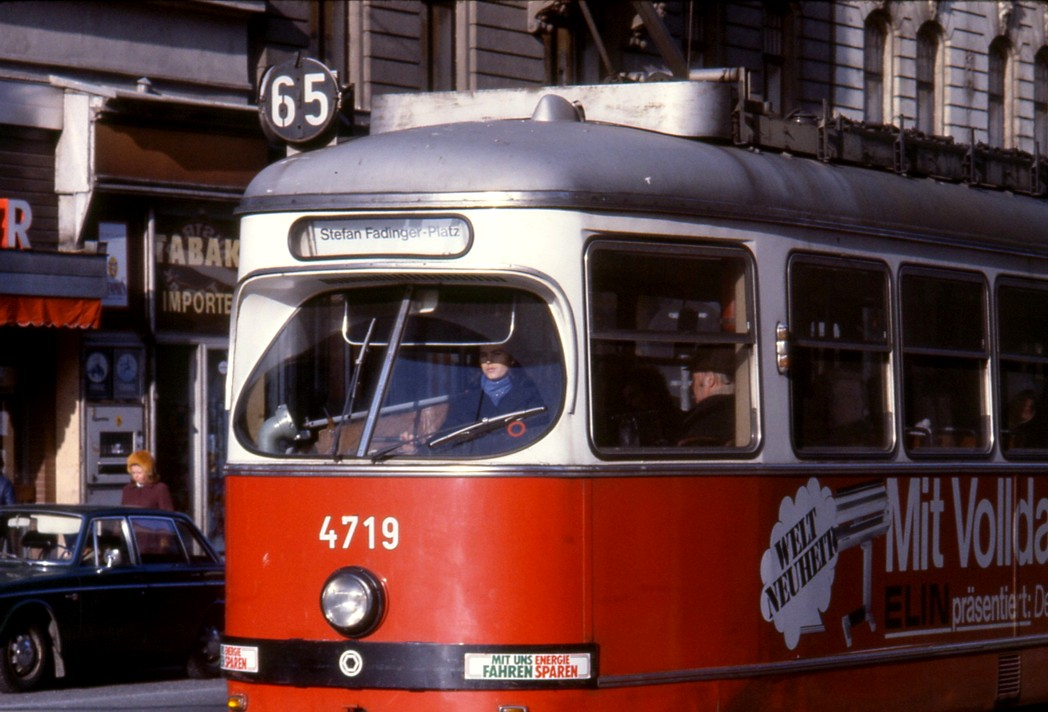
Conductrice de tram à Vienne en 1983.

### Europe

#### Belgique
Le secteur ferroviaire public belge (personnes employées par HR Rail, qui est l'employeur du personnel de la SNCB et de Infrabel) emploie en 2016 14,2 % de femmes contre 8,3 % en 2006. En région bruxelloise, la STIB indique compter 10 % de femmes dans son personnel en 2017.

#### Espagne
Les femmes représentent en 2018 13 % des effectifs de la Renfe, l'opérateur ferroviaire espagnol. Celui-ci souhaite alors atteindre les 25 % de femmes en 4 ans et la parité en 10 ans.

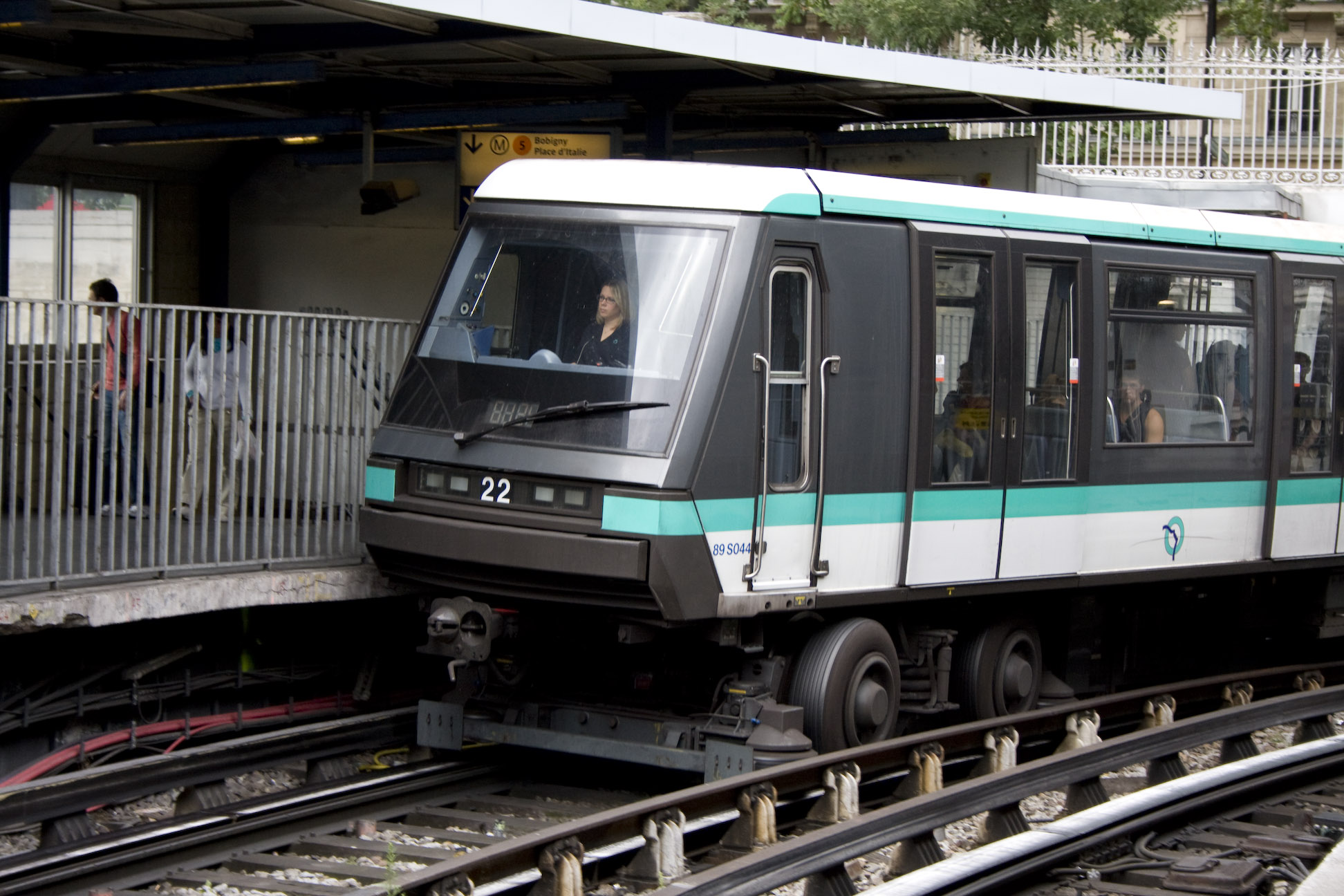
Conductrice de la ligne 1 du métro parisien en 2008.

#### France
La part des femmes est de 19 % dans les effectifs du secteur du transport et de la logistique en France, selon des chiffres publiés en 2017. À la SNCF, elle est également d'environ 20 %.
En 2019, les dirigeantes restent très minoritaires : 2/9 au COMEX de Keolis, 1/10 à celui de Transdev, 1/12 à celui de SNCF. Seule la RATP compte cinq femmes dans les dix membres de son équipe dirigeante, soit la parité.

#### Royaume-Uni
En 2015, les femmes occupent 16,4 % des postes dans l'ensemble du secteur ferroviaire britannique.
De son ouverture à 1919, la station Maida Vale du métro de Londres est la seule à employer exclusivement des femmes, à l'exception du poste de conducteur de train,. Cette situation s'explique par la pénurie de main-d'œuvre masculine lors de la première guerre mondiale.

### Océanie

#### Australie
Vers 2015, les femmes représentaient 21,5 % des personnes travaillant à plein temps dans le secteur du transport et de la logistique en Australie.

## Dynamiques de féminisation

### Initiatives

#### Organisations professionnelles
En France, l'association Femmes en mouvement organise notamment des rencontres professionnelles afin de favoriser l'embauche de femmes.

#### Entreprises majoritairement ou entièrement féminines
En Inde, l'entreprise exploitant le métro de Cochin, ouverte en 2017, compte en 2019 80 % de femmes parmi ses 1 300 employés. En 2017, elle a également procédé au recrutement de 60 femmes trans, dont une douzaine restent employées en 2019. La forte part de salariat féminin aurait notamment favorisé la mise en place de salles d'allaitement.
Au Ghana, la société de transport routier Ladybird Logistics, chargée à la fin 2018 de réaliser l'approvisionnement de mines d'or en carburant au moyen de camions-citernes, n'emploie que des femmes (aussi bien pour la conduite que pour l'entretien ou l'administration). Cela permettrait de réduire les risques liés à des conduites dangereuses ainsi qu'au siphonnage et à la revente au marché noir du carburant.

### Freins
Une étude de cas menée en 2012 par les chercheuses Marine Ponchut et Isabelle Barth au siège d'une entreprise française de transport de voyageurs y montre trois limites principales : la culture de longues heures de travail basée sur le dévouement des salariés, la séparation entre vie privée et vie au travail dont l'imperfection doit être gérée par les femmes, l'adhésion des caractéristiques attendues pour un poste de direction à des modèles masculins.
Un rapport réalisé par Robert L. Bertini et Jodi Godfrey aux États-Unis en 2019 identifie entre un décalage entre des objectifs individuels, valorisés dans le secteur et plus prisés par les hommes, et des objectifs collectifs plus prisés par les femmes. L'absence de role models rendrait également difficile le recrutement de femmes.